# 石鸡坝镇
石鸡坝镇，是中华人民共和国甘肃省陇南市文县下辖的一个乡镇级行政单位。
2016年，甘肃省民政厅批复同意撤销石鸡坝乡，设立石鸡坝镇。

## 行政区划
石鸡坝镇下辖以下地区：
石鸡坝村、朱元坝村、水磨沟村、边地坪村、插柳山村、沙渠村、哈南村、岷堡沟村、新关村、陶家湾村、薛堡寨村、古家沟村、阴平村、大佛村、徐家山村、张家沟村和种树坪村。

## 中国传统村落
2012年，哈南村被评为首批“中国传统村落”。